# VOCALOID
（简称，中文名博歌樂，亦形译作术力口），是日本樂器製造商山葉公司開發的電子音樂製作語音合成軟件，輸入音調和歌詞，就可以合成為类似人類聲音的歌聲。
2003年2月推出首個版本，2007年1月推出新版本VOCALOID 2。2008年4月4日，發表開發線上版「NetVOCALOID」，9月30日於「CEATEC JAPAN 2008」正式展示，可於網頁瀏覽器直接使用，相比非網上版，因為是由伺服器計算合成聲音，客戶端的電腦負荷可大大減低。2009年4月9日正式公開，服務提供於部分手提電話。VOCALOID 3于2011年10月21日正式发售。时隔3年后VOCALOID 4于2014年11月20日正式公布，于2014年12月31日发售。2018年7月12日，VOCALOID 5正式公布。2022年，VOCALOID 6发布，导入了AI引擎。

## 词源
开发者原来想将Vocaloid命名为“雏菊”（英語：Daisy）并参考了歌曲Daisy Bell，但由于版权问题，最终该软件被命名为Vocaloid。Vocaloid一词的来源有2种说法：
- 由英语单词“vocal（歌唱）”和词缀“-oid（类似的，...状的）”构成，意思是“能唱歌的东西”。
- 由“Vocal”和“Android（人形机器人）”组成，意思是“能唱歌的机器人”。

## 历史
Yamaha于2000年3月开始研发VOCALOID并宣布将于2003年3月5日至9日在德国的法兰克福国际乐器展览会公示其存在。2005年6月，Yamaha对VOCALOID更新至V1.1；此后进一步对其改进，版本更新至V1.1.2。使用第一代VOCALOID的虚拟歌姬共有5个。最初的系统只有装满处理算法的处理引擎，并无音色。

VOCALOID 2于2007年发布。与第一代引擎不同，VOCALOID 2基于其对声音样本的探测结果而非人声的分析。合成引擎和用户界面被彻底改造，日本的VOCALOIDs拥有自己独有的日本界面VOCALOID 2系统的主要部分是乐谱编辑器（VOCALOID 2编辑器），歌手库和合成引擎。合成引擎从乐谱编辑器接收乐谱信息、从歌手库中选择适当的音色，并将它们融合在一起以输出合成音。Yamaha提供的乐谱编辑器和合成引擎在不同的VOCALOID 2产品中基本没有区别。
VOCALOID 3于2011年10月21日推出，一些工作室可以将VOCALOID 2的声乐库搬至VOCALOID 3。
2014年10月，首个使用VOCALOID 4的产品被确定为英语音源Ruby。此前发布被延迟，而这恰好让其可以用到全新的发声引擎VOCALOID 4。不久以后，克林普顿未来媒体对即将面世的“新Luka声乐”作出了报道。2015年，数个V4版的人声发布，此后不久VOCALOID 4发布。2018年，VOCALOID 5发布。2022年10月，引入了AI引擎的VOCALOID 6发布。

## 特点
軟件採用Yamaha開發的「Frequency-domain Singing Articulation Splicing and Shaping」。先對人聲進行取樣，再製作成歌聲資料庫。但VOCALOID沒有歌聲資料庫，實際可使用的版本由其他公司開發。

## 文化影响
克理普敦未來媒體的初音未来Vocaloid 2软件发布后，VOCALOID开始在日本流行起来，她的成功讓Vocaloid软件漸漸普及，是VOCALOID成名的关键因素。初音未來的代表作是Ievan Polkka（又称甩葱歌）。日本视频分享网站Niconico在软件的认可和普及中发挥了重要作用。克里普敦未来媒体称，他们知道在初音未来发布前，Niconico的用户便已开始以视频的形式发布用VOCALOID制作的歌曲，这些视频充分展现出了该引擎制作多媒体文件时可以展现出的各种可能，尤其是同人文化。随着其认可度和知名度的不断上升，Niconico成为了合作内容创建的地方，用户在这里将编写的原创流行歌曲与2D动画和3D动画以及其他用户的混音混合起来，许多创作者也可以在此展示一些未完成的作品并征求意见。该软件也被用于以歌曲和诗歌的形式讲故事，例如现已有1部漫画、6本书和2本剧本的作品惡之系列。NICONICO动画在推广Vocaloids方面发挥的重要作用也激起了人们对软件的兴趣，三浦建太郎也因为对网站的热爱而为他提供了免费服务。VOCALOID影响巨大，在线音乐分享平台SoundCloud和视频网站Youtube上相关音乐和视频的数量已达到了240万。
2009年9月，3个与初音未来密切相关的雕像被载上了美国内华达州黑岩石沙漠的火箭，但它没能抵达外层空间。2010年5月21日06:58:22（日本标准时间），日本首个金星探测器破晓号（日语：あかつき）在H-IIA运载火箭的帮助下从日本的种子岛宇宙中心发射，探测器内载有3个描绘初音未来的金属板。为了提高捐血率，日本紅十字會製作了初音未来的周邊贈品。
VOCALOID对中国大陆也产生了影响。在中国大陆，使用该软件的虚拟歌姬以洛天依最为出名，她由上海禾念信息科技有限公司和Bplats一同开发，于2012年7月发售，并曾于2016年在中国视频弹幕网站Bilibili举办的线下活动Bilibili Macro Link上亮相，代表歌曲为《千年食谱颂》等曲。2013年，第二位使用中文的虚拟歌姬言和横空出世，代表作为梦之雨等。
另外在台灣，則有华创文化有限公司代理销售的华语虚拟歌姬心华。于2015年4月24日在日本首賣；2015年6月27日在中国大陆首賣。

## 各種參數
只輸入音調和歌詞的話，輸出的聲音的機械性通常會十分明顯，要令聲音顯得自然，需要調整各種不同的參數：
| 名稱 | 全稱                   | 特點 |
| ---- | ---------------------- | --- |
| VEL  | Velocity               | 音速參數。影響輔音長度。數值越低，輔音長度越長。在VOCALOID中，元音的起始時間是固定的，輔音佔用前一音符的時值，因此該參數對以元音起始的音符無影響。 |
| DYN  | Dynamics               | 動態度。影響音量。數值越高，音量越大。 |
| BRE  | Breathness             | 氣息度。數值越高，聲音的氣息感越強。 |
| BRI  | Brightness             | 宏亮度。影響高頻率的成分。數值越高，聲音越宏亮。 |
| CLE  | Clearness              | 清澈度。與宏亮感相似，但改變聲質的原理不同。數值越高，聲音越清澈。數值過高可能會造成聲音質量的下降。 |
| OPE  | Openess                | 開口度。以改變音色來模擬嘴巴的開合。數值越低，元音越模糊。降低其數值並配合力度參數可對爆音進行有效修補。 |
| GEN  | Gender Factor          | 性別參數。影響聲音結構。數值越高，越有男性的感覺；越低，則變成女性甚至幼兒的聲音。如大量提升或降低數值，可與原本的聲音完全不同。 |
| POR  | Portamento Timing      | 滑音時間。調整滑音時的各音高的間隔。 |
| XSY  | Cross-Synthesis        | 音色交叉度。數值越高，音色越偏向參數窗格左上角顯示聲庫對應的音色；數值越低，音色越偏向參數窗格左下角顯示聲庫對應的音色。本參數通常情况下只適用於同一名字下不同音色的聲庫（如GACKPOID V3下的各聲庫，包括Gackpoid_Native、Gackpoid_Power、Gackpoid_Whisper），但使用插件可以解除限制以混合任意歌手。可用於VOCALOID3与VOCALOID4聲庫（已於VOCALOID5中移除）。 |
| GWL  | Growl                  | 嘶吼度。（不可用於VOCALOID3及以下版本的聲庫。） |
| PIT  | Pitch Bend             | 滑音桿。可控制滑音的旋律音程上滑音或下滑音。 |
| PBS  | Pitch Bend Sentitivity | 滑音桿靈敏度。控制滑音桿的變化，越高變化越大，1個參數等於1個半音。 |
| HAR  | Harmonic               | 泛音。控制歌声裡的泛音，越高声音便会更丰厚洪亮。該參數只存在于第一版的VOCALOID编辑器。 |

- 深灰色背景的參數爲Vocaloid4新增參數。